# Pentatlo moderno nos Jogos Pan-Americanos de 2023 - Individual feminino
A competição do individual feminino do pentatlo moderno nos Jogos Pan-Americanos de 2023 foi disputada entre 21 e 23 de outubro de 2023 na Escola Militar, em Las Condes. Um total de 33 pentatletas de 14 Comitês Olímpicos Nacionais (CON) participaram do evento.

## Calendário
Horário local (UTC−3).
| Data          | Hora  | Fase                                  |
| ------------- | ----- | ------------------------------------- |
| 21 de outubro | 9:00  | Esgrima – Fase de ranqueamento        |
| 22 de outubro | 9:00  | Semifinal A: Esgrima – Fase de bônus  |
| 22 de outubro | 9:35  | Semifinal A: Natação                  |
| 22 de outubro | 10:05 | Semifinal A: Laser run (corrida+tiro) |
| 22 de outubro | 11:50 | Semifinal B: Esgrima – Fase de bônus  |
| 22 de outubro | 12:25 | Semifinal B: Natação                  |
| 22 de outubro | 12:55 | Semifinal B: Laser run (corrida+tiro) |
| 23 de outubro | 10:00 | Final: Equitação                      |
| 23 de outubro | 10:40 | Final: Esgrima – Fase de bônus        |
| 23 de outubro | 11:15 | Final: Natação                        |
| 23 de outubro | 11:45 | Final: Laser run (corrida+tiro)       |

## Medalhistas
| Ouro   | MEX Mayan Oliver     |
| Prata  | MEX Catherine Oliver |
| Bronze | EAI Sophia Hernández |

## Resultados

### Semifinal
A competição se iniciou com uma fase semifinal (sem a etapa da equitação), onde as 18 melhores pentatletas (nove melhores da semifinal A e nove melhores da semifinal B) avançaram para a final.
| Pos. | Grupo | Pentatleta          | CON                                 | Esgrima Vitórias (Pts.) | Natação Tempo (Pts.) | Laser run Tempo (Pts.) | Total | Notas |
| ---- | ----- | ------------------- | ----------------------------------- | ----------------------- | -------------------- | ---------------------- | ----- | ----- |
| 1    | SF/A  | Mariana Arceo       | MEX México                          | 17 (226)                | 2:25.00 (260)        | 11:43 (597)            | 1083  | Q     |
| 2    | SF/A  | Sophia Hernández    | EAI Equipe de Atletas Independentes | 23 (256)                | 2:31.12 (248)        | 12:35 (545)            | 1049  | Q     |
| 3    | SF/A  | Tamara Vega         | MEX México                          | 22 (254)                | 2:24.36 (262)        | 12:52 (528)            | 1044  | Q     |
| 4    | SF/A  | Sofía Cabrera       | EAI Equipe de Atletas Independentes | 18 (226)                | 2:31.94 (247)        | 12:11 (569)            | 1042  | Q     |
| 5    | SF/A  | Camila Fuenzalida   | ARG Argentina                       | 15 (208)                | 2:29.84 (251)        | 11:57 (583)            | 1042  | Q     |
| 6    | SF/A  | Phaelen French      | USA Estados Unidos                  | 21 (248)                | 2:38.96 (233)        | 12:38 (542)            | 1023  | Q     |
| 7    | SF/A  | Stephany Saraiva    | BRA Brasil                          | 19 (234)                | 2:36.38 (238)        | 12:40 (540)            | 1012  | Q     |
| 8    | SF/A  | Sol Naranjo         | ECU Equador                         | 21 (244)                | 2:51.79 (207)        | 12:19 (561)            | 1012  | Q     |
| 9    | SF/A  | María Belén Serrano | ARG Argentina                       | 20 (240)                | 2:33.62 (243)        | 12:56 (524)            | 1007  | Q     |
| 10   | SF/B  | Mayan Oliver        | MEX México                          | 18 (234)                | 2:32.37 (246)        | 12:05 (575)            | 1055  | Q     |
| 11   | SF/B  | Catherine Oliver    | MEX México                          | 20 (242)                | 2:31.61 (247)        | 12:14 (566)            | 1055  | Q     |
| 12   | SF/B  | Jessica Davis       | USA Estados Unidos                  | 20 (238)                | 2:30.68 (249)        | 12:38 (542)            | 1029  | Q     |
| 13   | SF/B  | Marcela Mello       | BRA Brasil                          | 12 (196)                | 2:26.29 (258)        | 12:08 (572)            | 1026  | Q     |
| 14   | SF/B  | Paula Valencia      | EAI Equipe de Atletas Independentes | 19 (232)                | 2:31.37 (248)        | 12:37 (543)            | 1023  | Q     |
| 15   | SF/B  | Kelly Fitzsimmons   | CAN Canadá                          | 19 (232)                | 2:24.38 (262)        | 13:01 (519)            | 1013  | Q     |
| 16   | SF/B  | María José Bravo    | CHI Chile                           | 14 (202)                | 2:40.16 (230)        | 12:02 (578)            | 1010  | Q     |
| 17   | SF/B  | Isabela Abreu       | BRA Brasil                          | 19 (232)                | 2:33.15 (244)        | 12:59 (521)            | 997   | Q     |
| 18   | SF/B  | Diana Leyva         | CUB Cuba                            | 18 (188)                | 2:23.60 (263)        | 12:42 (538)            | 989   | Q     |
| 19   | SF/A  | Osmaidy Arias       | VEN Venezuela                       | 11 (186)                | 2:24.86 (261)        | 12:25 (555)            | 1002  |       |
| 20   | SF/A  | Delmis Pérez        | CUB Cuba                            | 18 (226)                | 2:28.66 (253)        | 13:06 (514)            | 993   |       |
| 21   | SF/B  | Heidi Hendrick      | USA Estados Unidos                  | 15 (208)                | 2:20.89 (269)        | 13:21 (499)            | 976   |       |
| 22   | SF/B  | Dara Salazar        | ECU Equador                         | 20 (240)                | 2:31.27 (248)        | 13:37 (483)            | 971   |       |
| 23   | SF/A  | Marcela Cuaspud     | ECU Equador                         | 13 (204)                | 2:38.38 (234)        | 13:02 (518)            | 956   |       |
| 24   | SF/A  | Ming Ke Li          | CAN Canadá                          | 15 (208)                | 3:02.55 (185)        | 12:23 (557)            | 950   |       |
| 25   | SF/B  | Devan Wiebe         | CAN Canadá                          | 12 (190)                | 2:55.46 (200)        | 12:24 (556)            | 946   |       |
| 26   | SF/B  | Valentina La Cruz   | URU Uruguai                         | 17 (220)                | 2:35.32 (240)        | 13:36 (484)            | 944   |       |
| 27   | SF/A  | Ana Leidys Arias    | DOM República Dominicana            | 7 (162)                 | 2:46.20 (218)        | 13:19 (501)            | 881   |       |
| 28   | SF/A  | Cecilia Fermín      | DOM República Dominicana            | 17 (220)                | 2:35.63 (239)        | 15:03 (397)            | 856   |       |
| 29   | SF/B  | Rocío Varela        | CHI Chile                           | 12 (192)                | 2:52.80 (205)        | 14:37 (423)            | 820   |       |
| 30   | SF/B  | Fatima Cabrera      | BOL Bolívia                         | 10 (178)                | 2:55.80 (200)        | 14:19 (441)            | 819   |       |
| 31   | SF/A  | Jeiny Cerda         | BOL Bolívia                         | 5 (148)                 | 2:40.63 (229)        | 15:46 (354)            | 731   |       |
| 32   | SF/A  | Arantza Castañeda   | PER Peru                            | 5 (150)                 | 3:05.35 (180)        | 15:28 (372)            | 702   |       |
| 33   | SF/B  | Martina Armanazqui  | ARG Argentina                       | 16 (218)                | DNS (0)              | DNS (0)                | 218   |       |

### Final
Na final as classificadas competiram em todas as provas, com as melhores pontuações totais obtendo as medalhas.
| Pos.              | Pentatleta          | CON                                 | Equitação Tempo (Pts.) | Esgrima Vitórias ER+EB (Pts.) | Natação Tempo (Pts.) | Laser run Tempo (Pts.) | Total |
| ----------------- | ------------------- | ----------------------------------- | ---------------------- | ----------------------------- | -------------------- | ---------------------- | ----- |
| Medalha de ouro   | Mayan Oliver        | MEX México                          | 56.00 (300)            | 18+0 (226)                    | 2:29.77 (251)        | 10:54 (646)            | 1423  |
| Medalha de prata  | Catherine Oliver    | MEX México                          | 63.00 (290)            | 20+0 (238)                    | 2:31.09 (248)        | 11:09 (631)            | 1407  |
| Medalha de bronze | Sophia Hernández    | EAI Equipe de Atletas Independentes | 55.10 (293)            | 23+4 (260)                    | 2:29.60 (251)        | 11:59 (581)            | 1385  |
| 4                 | Jessica Davis       | USA Estados Unidos                  | 52.00 (279)            | 20+0 (238)                    | 2:30.24 (250)        | 11:37 (603)            | 1370  |
| 5                 | Tamara Vega         | MEX México                          | 72.00 (233)            | 22+2 (252)                    | 2:23.32 (264)        | 11:33 (607)            | 1356  |
| 6                 | Mariana Arceo       | MEX México                          | 69.00 (257)            | 17+10 (230)                   | 2:22.16 (266)        | 11:50 (590)            | 1343  |
| 7                 | Phaelen French      | USA Estados Unidos                  | 73.00 (287)            | 21+0 (244)                    | 2:41.54 (227)        | 11:55 (585)            | 1343  |
| 8                 | Paula Valencia      | EAI Equipe de Atletas Independentes | 52.00 (286)            | 19+0 (232)                    | 2:30.70 (249)        | 12:04 (576)            | 1343  |
| 9                 | Isabela Abreu       | BRA Brasil                          | 56.00 (293)            | 19+12 (244)                   | 2:34.55 (241)        | 12:45 (535)            | 1313  |
| 10                | Sol Naranjo         | ECU Equador                         | 61.80 (292)            | 21+0 (244)                    | 2:51.68 (207)        | 12:10 (570)            | 1313  |
| 11                | Kelly Fitzsimmons   | CAN Canadá                          | 54.10 (300)            | 19+2 (234)                    | 2:25.52 (259)        | 13:26 (494)            | 1287  |
| 12                | Stephany Saraiva    | BRA Brasil                          | 55.90 (293)            | 19+0 (232)                    | 2:38.20 (234)        | 12:56 (524)            | 1283  |
| 13                | Sofía Cabrera       | EAI Equipe de Atletas Independentes | EL (0)                 | 18+0 (226)                    | 2:37.07 (236)        | 11:32 (608)            | 1070  |
| 14                | Camila Fuenzalida   | ARG Argentina                       | EL (0)                 | 15+2 (210)                    | 2:32.32 (246)        | 11:58 (582)            | 1038  |
| 15                | María Belén Serrano | ARG Argentina                       | EL (0)                 | 20+0 (238)                    | 2:33.78 (243)        | 13:13 (507)            | 988   |
| 16                | Maria José Bravo    | CHI Chile                           | EL (0)                 | 14+0 (202)                    | 2:44.05 (222)        | 12:18 (562)            | 986   |
| 17                | Diana Leyva         | CUB Cuba                            | EL (0)                 | 11+2 (186)                    | 2:29.34 (252)        | 12:57 (523)            | 961   |
| 18                | Marcela Mello       | BRA Brasil                          | EL (0)                 | DNS (0)                       | DNS (0)              | DNS (0)                |       |